# Marcel Bellefroid
Marcel Bellefroid (Maastricht, 16 juli 1922 – aldaar, 11 januari 1944) was kunstschilder en tekenaar. Hij heeft ook gesigneerd met Marcellinus.

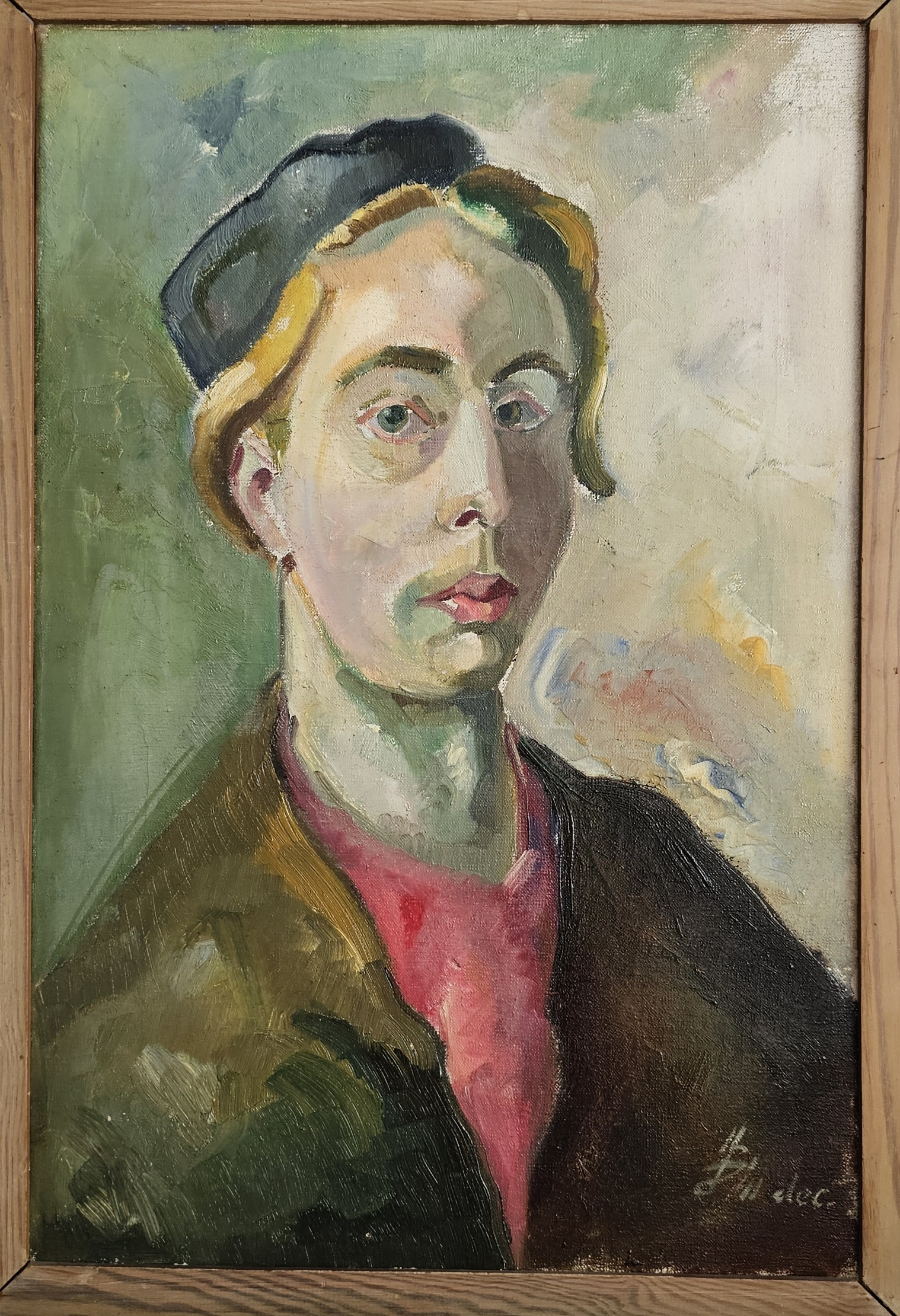
Marcel Bellefroid self portrait december 1941.

Bellefroid was de zoon van Edmond Bellefroid. Hij was een zeer begaafd kunstenaar (veel Bijbelse onderwerpen), maar is jong overleden. Nadat hij uit Duitse gevangenschap was teruggekeerd overleed hij, eenentwintig jaar oud, aan tuberculose.
Na de bevrijding is door een kring van vrienden en kennissen een beeld geplaatst op het kerkhof Tongerseweg te Maastricht, door de beeldhouwer Charles Vos vervaardigd. 
- Biografisch Portaal: 35249488
- International Standard Name Identifier: 0000 0003 9127 8069
- Nederlandse Thesaurus van Auteursnamen: 126334250
- RKD-Nederlands Instituut voor Kunstgeschiedenis: 6221
- Virtual International Authority File: 285112223
- WorldCat: E39PBJdWHyFwhW3k9vcFDb4THC